# Алекс Петифер
Александер Ричард Петифер (енгл. Alexander Richard Pettyfer; Стивениџ, 10. април 1990) британски је глумац и манекен. Глумио је у школским представана и на телевизији док није добио улогу Алекса Рајдера у филму Операција: Олуја (2006). Номинован је за Награду за младе глумце и награду Емпајер.
Глумио је у бројним филмовима, као што су Ја сам четврти (2011), Звер (2011) и Чаробни Мајк (2012).

## Приватни живот
Дана 24. децембра 2019. верио је немачку манекенку Тони Гарн после десет месеци забављања. Венчали су се 2. октобра 2020. у Хамбургу. У марту 2021. године Петифер и Гарн су објавили да чекају дете. Њихова ћерка је рођена касније исте године.

## Филмографија

### Филм
| Година | Српски назив             | Изворни назив | Улога           | Напомене |
| ------ | ------------------------ | ------------- | --------------- | -------- |
| 2005.  | Школски дани Тома Брауна |               | Том Браун       | ТВ филм  |
| 2006.  | Операција: Олуја         |               | Алекс Рајдер    |          |
| 2008.  | Бунтовница у интернату   |               | Фреди Кингсли   |          |
| 2009.  | Освета из мртвих         |               | Бредли Вајт     |          |
| 2011.  | Ја сам четврти           |               | Џон Смит        |          |
| 2011.  | Звер                     |               | Кајл Кингстоун  |          |
| 2011.  | Преостало време          |               | Фортис          |          |
| 2012.  | Чаробни Мајк             |               | Адам            |          |
| 2013.  | Батлер                   |               | Томас Вестфол   |          |
| 2014.  | Бескрајна љубав          |               | Дејвид Елиот    |          |
| 2016.  | Елвис и Никсон           |               | Џери Шилинг     |          |
| 2017.  |                          |               | Ник             |          |
| 2018.  |                          |               | Харли Алтмајер  |          |
| 2018.  | Последњи сведок          |               | Стивен Андервуд |          |
| 2020.  |                          |               | Елис Бек        |          |
| 2021.  |                          |               | Брендон         |          |
| 2021.  |                          |               | Лијам           |          |
| 2022.  |                          |               | Двајт Тафорд    |          |

### Телевизија
| Година | Српски назив    | Изворни назив | Улога       | Напомене                                |
| ------ | --------------- | ------------- | ----------- | --------------------------------------- |
| 2018.  |                 |               | Тони Кертис | епизода: „Мерилин Монро и Били Вајлдер” |
| 2019.  |                 |               | Броди       | главна улога                            |
| 2020.  | Породични човек |               | Трој (глас) | епизода: Покрет                         |

### Редитељ
| Година | Српски назив | Изворни назив | Напомене        |
| ------ | ------------ | ------------- | --------------- |
| 2018.  |              |               | редитељски деби |